# Schloss Seefeld (Oberbayern)

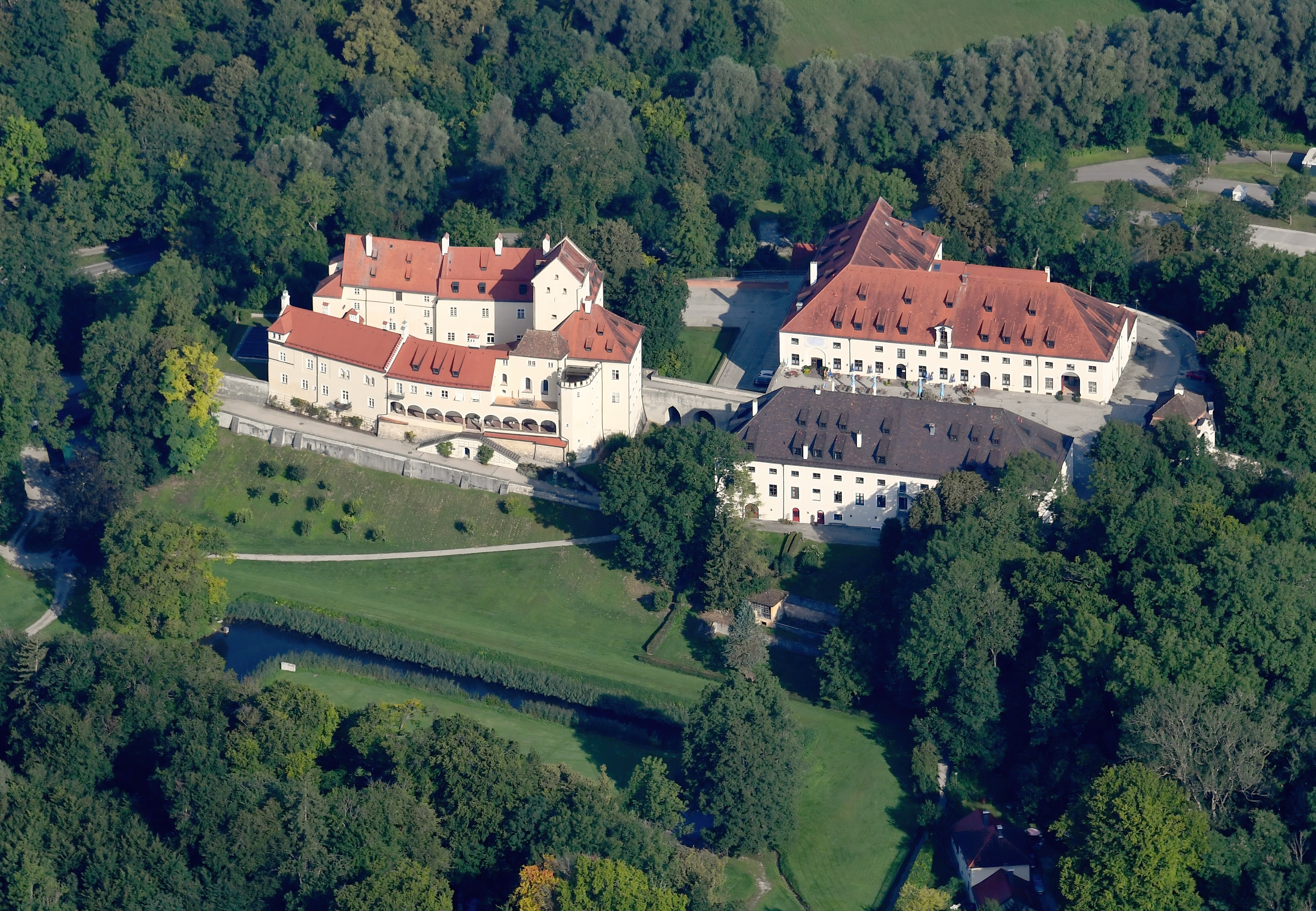
Schloss Seefeld

Schloss Seefeld ist ein Gräflich Toerring'sches Schloss in Seefeld in der Nähe des Pilsensees im Landkreis Starnberg von Bayern. Die Anlage ist unter der Aktennummer D-1-88-132-27 als denkmalgeschütztes Baudenkmal von Seefeld verzeichnet. Ebenso wird sie als Bodendenkmal unter der Aktennummer D-1-7933-0170 im Bayernatlas als „untertägige mittelalterliche und frühneuzeitliche Befunde im Bereich von Schloss Seefeld und seiner Vorgängerbauten mit zugehörigem Wirtschaftshof, abgegangenen Mühlen und barocken Gartenanlagen“ geführt.

## Geschichte

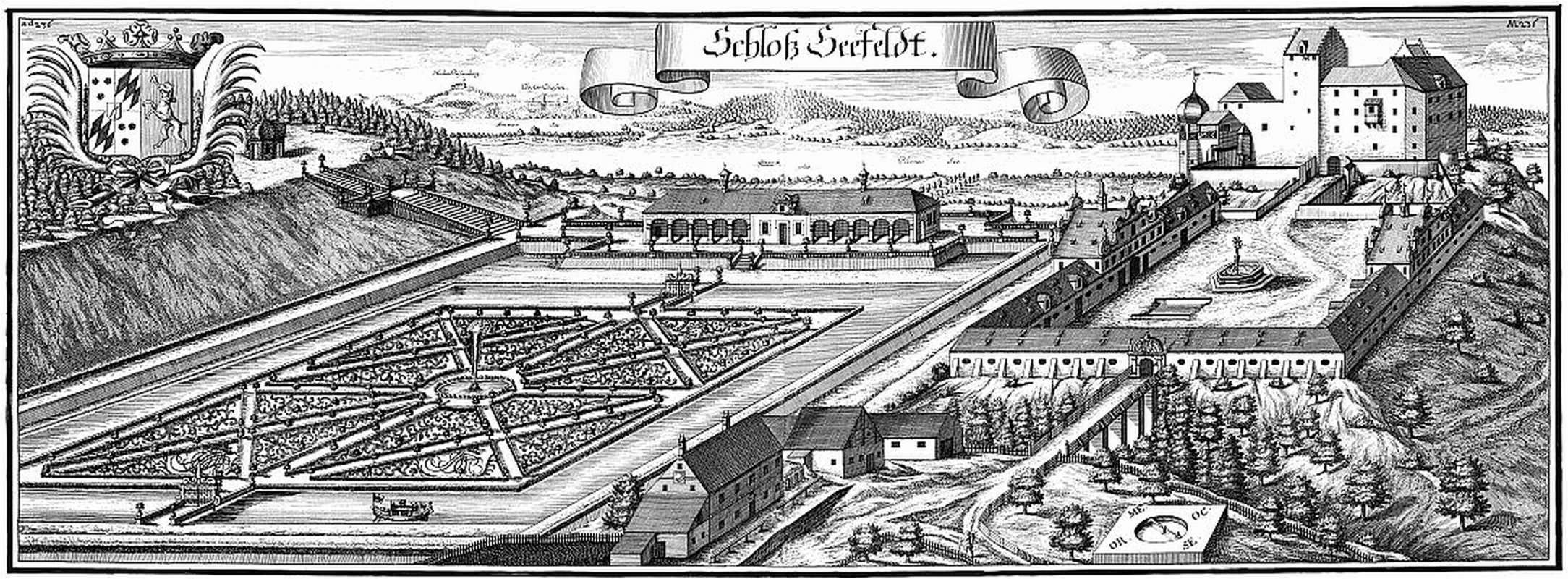
Seefeld nach Michael Wening in der Topographia Bavariae um 1700

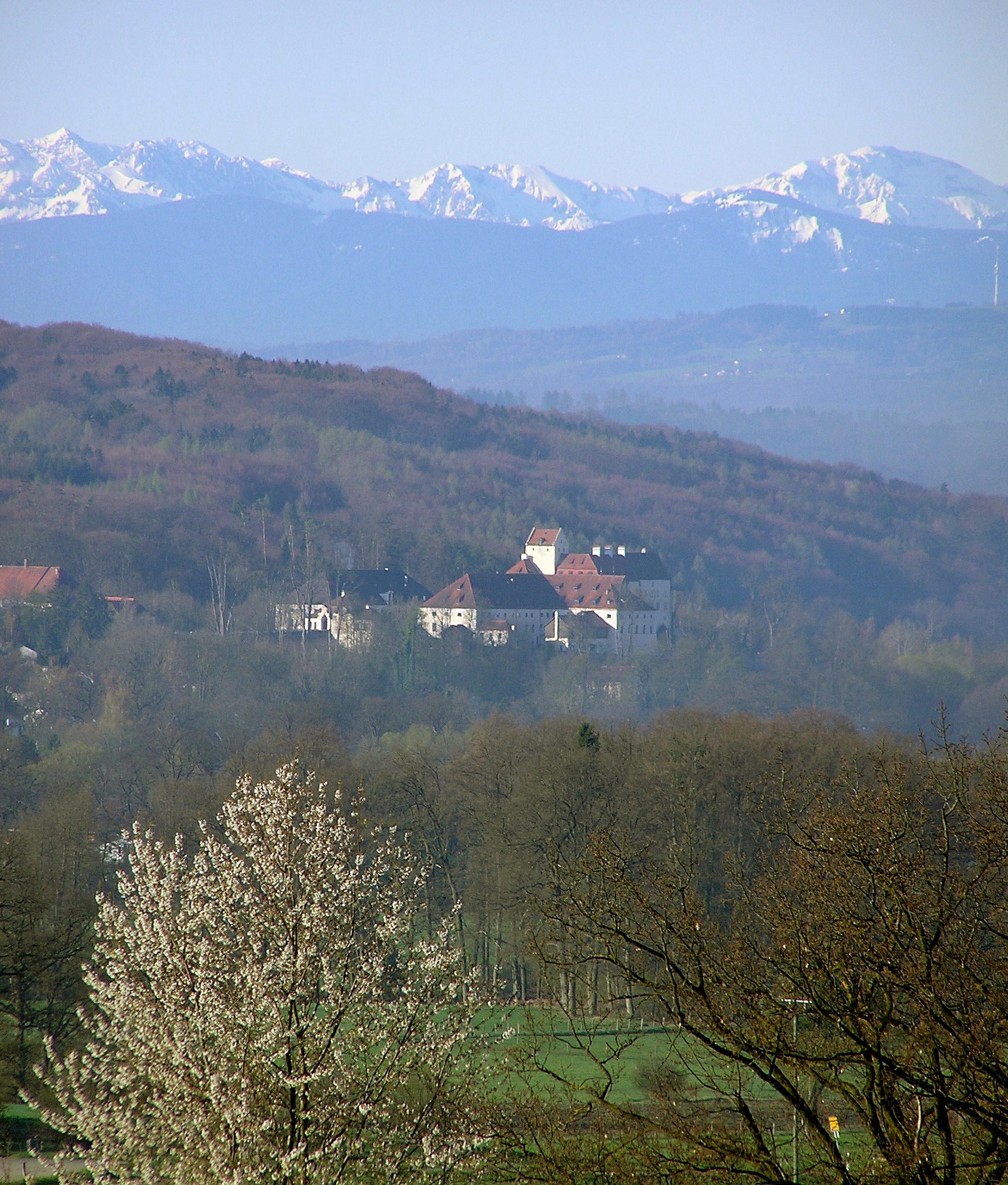
Lage von Schloss Seefeld

Im 12. und 13. Jahrhundert war Seefeld der Sitz hochfreier Herren, die Grundbesitz in der gesamten Umgebung besaßen. Der Kern des Bergfrieds stammt aus dem 13. Jahrhundert. Das Schloss selbst wurde 1302 erstmals als Feste Schloßberg erwähnt. Es kam 1472 in den Besitz der Grafen zu Toerring-Jettenbach, dann 1555 der Törring-Stein. 1601 wurde ein Bräuhaus in Seefeld errichtet. Die Törring-Stein führten seit 1630 den Grafentitel und nannten sich auch nach Seefeld. Schloss Seefeld war Sitz einer bedeutenden Hofmark, die 1803 in ein Herrschaftsgericht umgewandelt wurde. Die adeligen Vorrechte wurden in der Revolution von 1848 aufgehoben. 
Das Schloss erhielt im 18. Jahrhundert seine heutige barocke Form. Um 1739 erhielt die Schlosskapelle auch einen Großteil ihrer heutigen Ausstattung. Nach 1766 bekam das Schloss einen Anbau an der Ostseite. Der südwestliche Flügel des Hochschlosses wurde im Jahre 1897 von Gabriel Seidl anstelle der Orangerie errichtet. Letzte Neubauten erfolgten in den Jahren 1947/48. Der heutige Eigentümer Hans Caspar Graf zu Törring-Jettenbach ließ die Anlage in den letzten Jahren vollständig renovieren. Kulturelle Institutionen auf Schloss Seefeld sind das Breitwandkino und der für verschiedene kulturelle Veranstaltungen genutzte Sudhaussaal.
Auf Schloss Seefeld befand sich von 2000 bis Ende 2009 ein Zweigmuseum des Staatlichen Museums Ägyptischer Kunst in München. Es zeigte meist aus eigenen Beständen wechselnde Ausstellungen zu Themen altägyptischer Kunst und Kultur. Seit der Schließung werden die Räume für Seminare genutzt.

Reklamemarke von Hoffmann’s Stärkefabriken, 1907
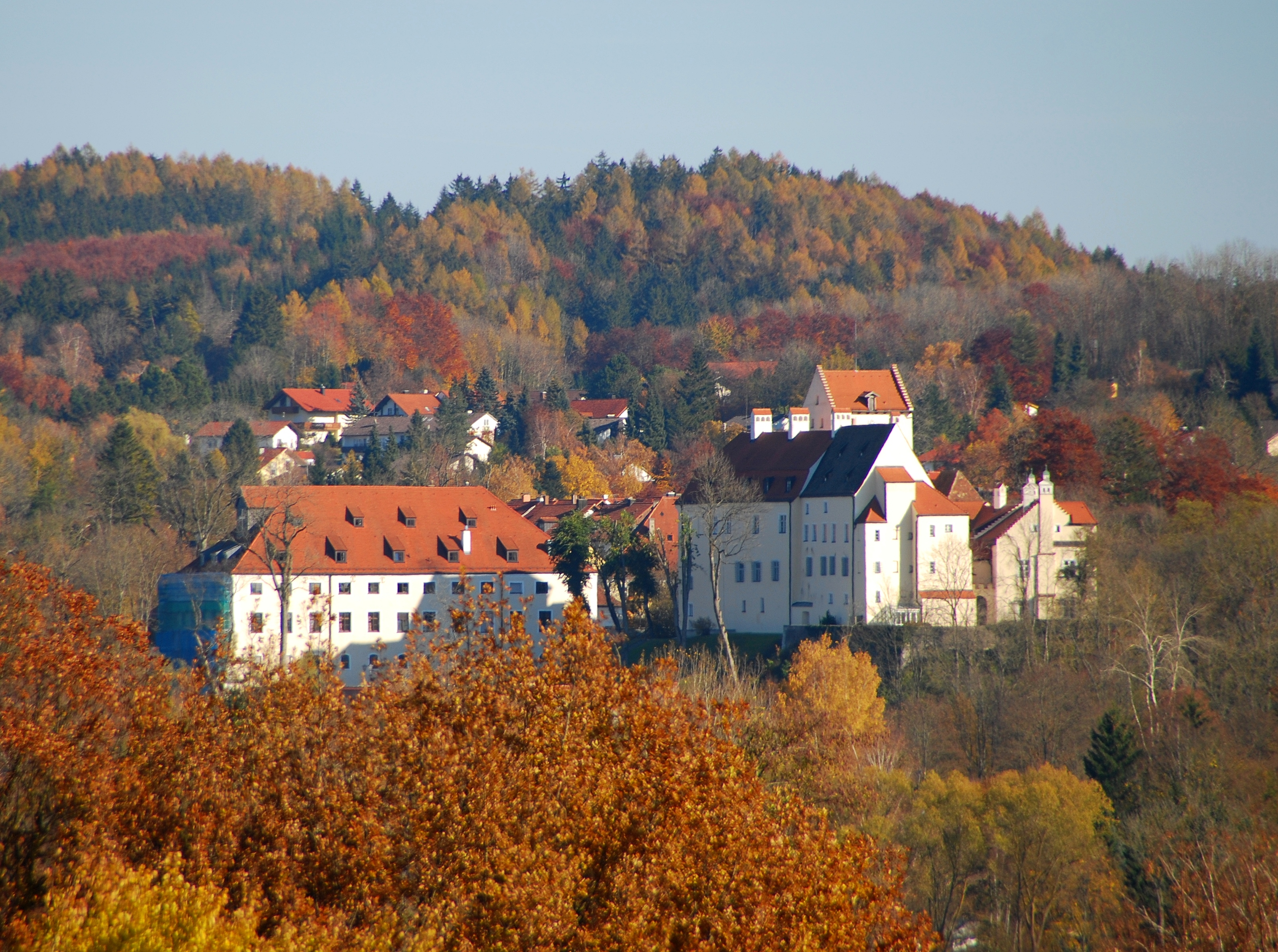
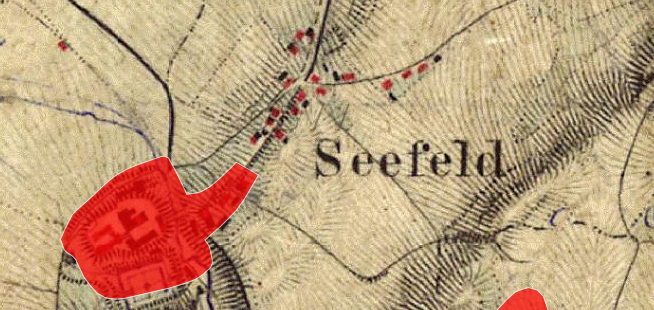
Lageplan von Schloss Seefeld (Oberbayern) auf dem Urkataster von Bayern